# Jogos da Francofonia de 2005
Os Jogos da Francofonia de 2005 foram a quinta edição do evento, realizado na cidade de Niamey, no Níger.